# Frithuwald di Bernicia
Frituvaldo o Frithuwald ("FriÞvvald Bernicia Cyning"; fl. VI secolo) è stato re di Bernicia (Inghilterra settentrionale) negli anni 579-585.
Succedette al re Theodric, figlio di Ida, ma non viene menzionato tra i discendenti di questi nella Historia Brittonum di Nennio, che tuttavia lo cita ("Freothwulf"), attribuendogli un regno di sei anni (notizia confermata anche nei "Moore Memoranda", dove viene menzionato come "Friduuald".
Non si conoscono avvenimenti della sua vita e del suo regno. Gli succedette Hussa, non citato tra i discendenti di re Ida nella Historia Brittonum.